# Печи для пиццы

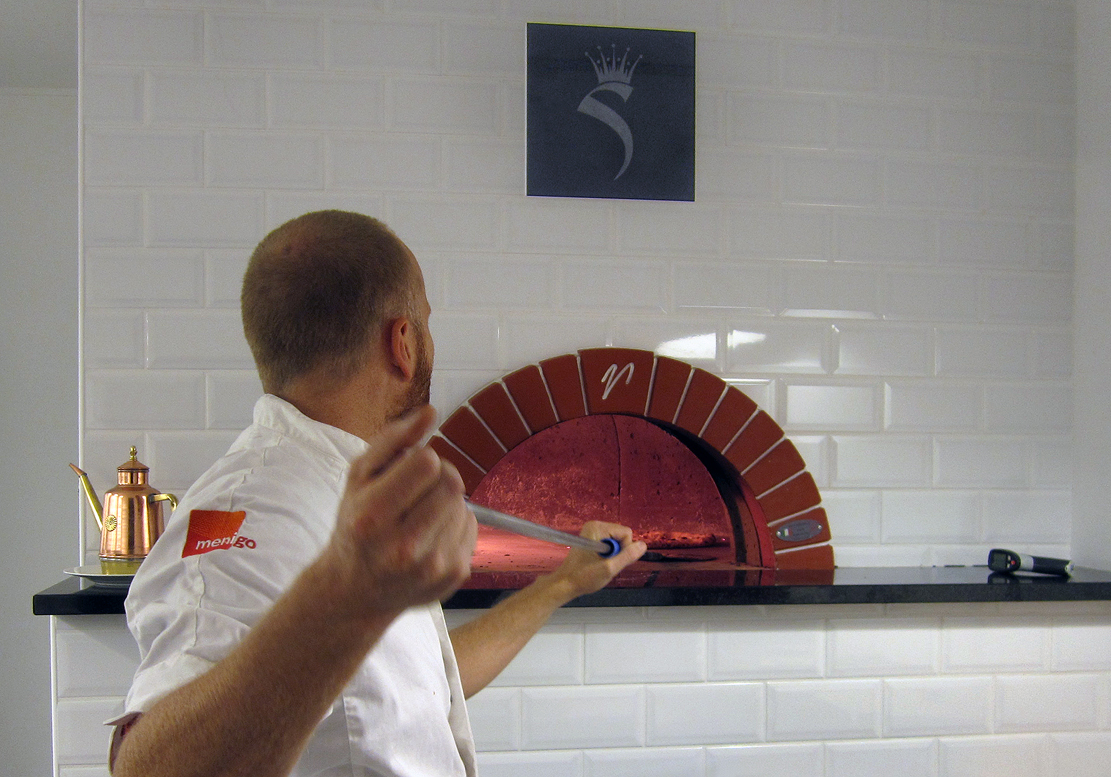

Печь для пиццы — вид профессионального кухонного теплового оборудования.
С развитием рынка коммерческого приготовления пиццы также стал широко развиваться рынок оборудования для её приготовления. Выбор печей для пиццы достаточно широк как по методам приготовления, так и производительности. Вопреки своему названию «Печь для пиццы» которая является специфичным оборудованием для предприятий общественного питания, применяется не только для приготовления пиццы как таковой, но и для выпечки хлеба, а также для приготовления ставших крайне популярными в службах доставки пиццы осетинских пирогов.
Печи для пиццы подразделяют на три основных типа:
- дровяные «Помпейские» печи
- подовые
- конвейерные

## Дровяные печи для пиццы
Дровяные печи для пиццы являются классическим вариантом печи для приготовления пиццы (второе название этих печей «Помпейская») история которых уходит корнями в 1522 год. Данные печи выполняются из специальных огнеупорных материалов и шамотного основания, выдерживающего значительные температурные нагрузки (до 1250 С) Свод печи выполнен в виде полусферы, благодаря чему нагретые воздушные массы внутри печи циркулируют снизу вверх, осуществляя приготовление. Топливом в таких печах служат дрова лиственных пород древесины, древесный уголь, топливные брикеты. Температура приготовления классической Итальянской пиццы 350—400 С, а время 2-3 минуты. В пиццериях устанавливаются чаще всего непосредственно в торговый зал заведения, дабы производить впечатления на гостей приготовлением пиццы у них на глазах.

### Классификация дровяных печей для пиццы
- по методу установки:
  - встраиваемые (не имеет декоративной облицовки, встраивается непосредственно в конструкцию стены торгового зала заведения)
  - готовые (печь имеет законченный товарный вид, облицована металлическими панелями, керамической плиткой либо мозаикой)
  - передвижные (устанавливаются на авто прицепы, и применяются на выездных мероприятиях и праздниках.)
- по методу поставки:
  - в сборе (печь, готовая к установке, находится в собранном состоянии, вес нередко колеблется от 1 до 3 тонн, и габаритными размерами более кубического метра, с чем связана проблематичность внесения и установки в случае малых проёмов)
  - в разобранном виде (печь в разобранном состоянии, которая вносится в помещение установки по частям, а затем монтируется и обшивается на месте профессиональным печником.)
- по вместимости:
  - небольшие (на 2-4 пиццы диаметром 35 см.)
  - средние (на 6-10 пицц диаметром 35 см.)
  - большие (от 12 пицц диаметром 35 см.)

### Технология работы на дровяных печах
Внутрь печи (посередине, дабы прогреть под, нижнее основание печи) выкладывают топливо и разжигают. По истечении 40-60 минут и набора температуры 400—500 °С горящее топливо отодвигают к правой или левой стене печи, за счёт чего достигается равномерное движение тепловых масс. Пиццу выкладывают непосредственно на под печи и готовят, поворачивая её поворотной лопатой для пиццы для наиболее равномерного приготовления. По истечении 2-3 минут (время приготовления тонкой Итальянской пиццы) пиццу извлекают из печи. В случае приготовления Американской пиццы, на толстом тесте, рекомендуется понизить температуру в печи до 220—280 С, и применять керамические формы для выпечки пиццы.

### Преимущества
- красивый внешний вид
- привлекательность при установке в торговом зале
- запах костра
- не требует газа и электроэнергии
- средний ценовой диапазон

### Недостатки
- использование открытого огня (до недавнего времени было основным недостатком, однако в настоящее время благодаря установке над печью гидрофильтра, очищающего воздух от продуктов горения и понижающего температуру, стало возможно применение дровяных печей повсеместно)
- время разогрева печи (от 30 до 60 минут)
- использование более дорогого топлива (по сравнению с электричеством и газом)
- большой вес

## Подовые печи для пиццы
Подовые печи для пиццы являются экономичными вариантами дровяной печи. Работающими на электричестве или газе. Своим названием «подовая» обязана керамическому поду внутри печи. Который является аналогом пода дровяных печей. Принцип приготовления в подовых печах состоит в следующем, внутри рабочей камеры установлены трубчатые нагревательные элементы (в верхней и нижней части), которые нагревают камеру до заданной температуры. На полу печи установлен керамический под, на котором происходит приготовление пиццы, как непосредственно на нём так и с использованием форм для выпечки пиццы.

### Классификация подовых печей для пиццы
- по вместимости:
  - небольшие (на 2-4 пиццы диаметром 35 см)
  - средние (на 6-10 пицц диаметром 35 см.)
  - большие (от 12 пицц диаметром 35 см.)
- по количеству уровней:
  - 1- уровневые
  - 2х — уровневые
  - 3х — уровневые
- по типу питания:
  - газовые
  - электрические

### Технология работы на подовых печах
С помощью терморегулятора выставляют нагрев печи до температуры 250 С, предварительно подготовленную пиццу в форме для пиццы или без неё выкладывают на под печи, и производят приготовление в течение 6-8 минут. После чего пиццу извлекают.

### Преимущества
- небольшие габаритные размеры
- умеренное энергопотребление
- невысокая цена
- отсутствие открытого огня

### Недостатки
- низкая теплозащита
- горение днища пиццы при выкладке непосредственно на под печи

## Конвейерные печи для пиццы
Конвейерные печи для пиццы в отличие от дровяных и подовых печей, используют не прямой ИК-нагрев, а конвекционный. То есть приготовление пиццы путём её передвижения по движущемуся конвейеру через рабочую область печи, в которой она подвергается термической обработке за счёт циркуляции нагретых воздушных масс. Из всех типов печей для пиццы работа на конвейерных печах является наиболее простой, и не требует особого профессионализма от пиццайола.

### Классификация конвейерных печей для пиццы
- по производительности:
  - небольшие (до 12 пицц в час)
  - средние (до 20 пицц в час)
  - большие (от 20 пицц в час)
- по методу установки:
  - настольные
  - напольные
- по типу питания:
  - газовые
  - электрические

### Технология работы на конвейерных печах
Перед работой на конвейерной печи, выставляют необходимые параметры приготовления. Это температура, а также скорость движения конвейера. Чем скорость движения конвейера ниже тем дольше пицца задержится в рабочей камере печи. Общепринятые параметры: температура 220—250 С, время движения конвейера 8 минут. Пицца в специальной форме для выпечки пиццы «скрине» выставляется на конвейер, который медленно передвигает её в тепловую (рабочую камеру), где происходит приготовление, после выхода пиццы с другой стороны печи, пицца готова. Её извлекают из формы, и порционно нарезают.

### Преимущества
- равномерный нагрев и пропекание
- отсутствие необходимости слежения за приготовлением

### Недостатки
- большие габаритные размеры
- высокая цена
- высокое энергопотребление